# سوکولنتسی
سوکولنتسی (به بلغاری: Sokolentsi) یک منطقهٔ مسکونی در بلغارستان است که در ایوالوفگراد واقع شده‌است.